# Fernost-Verband
Der Fernost-Verband war ein Verband deutscher Kriegsschiffe, der im Zweiten Weltkrieg im Pazifik operierte.

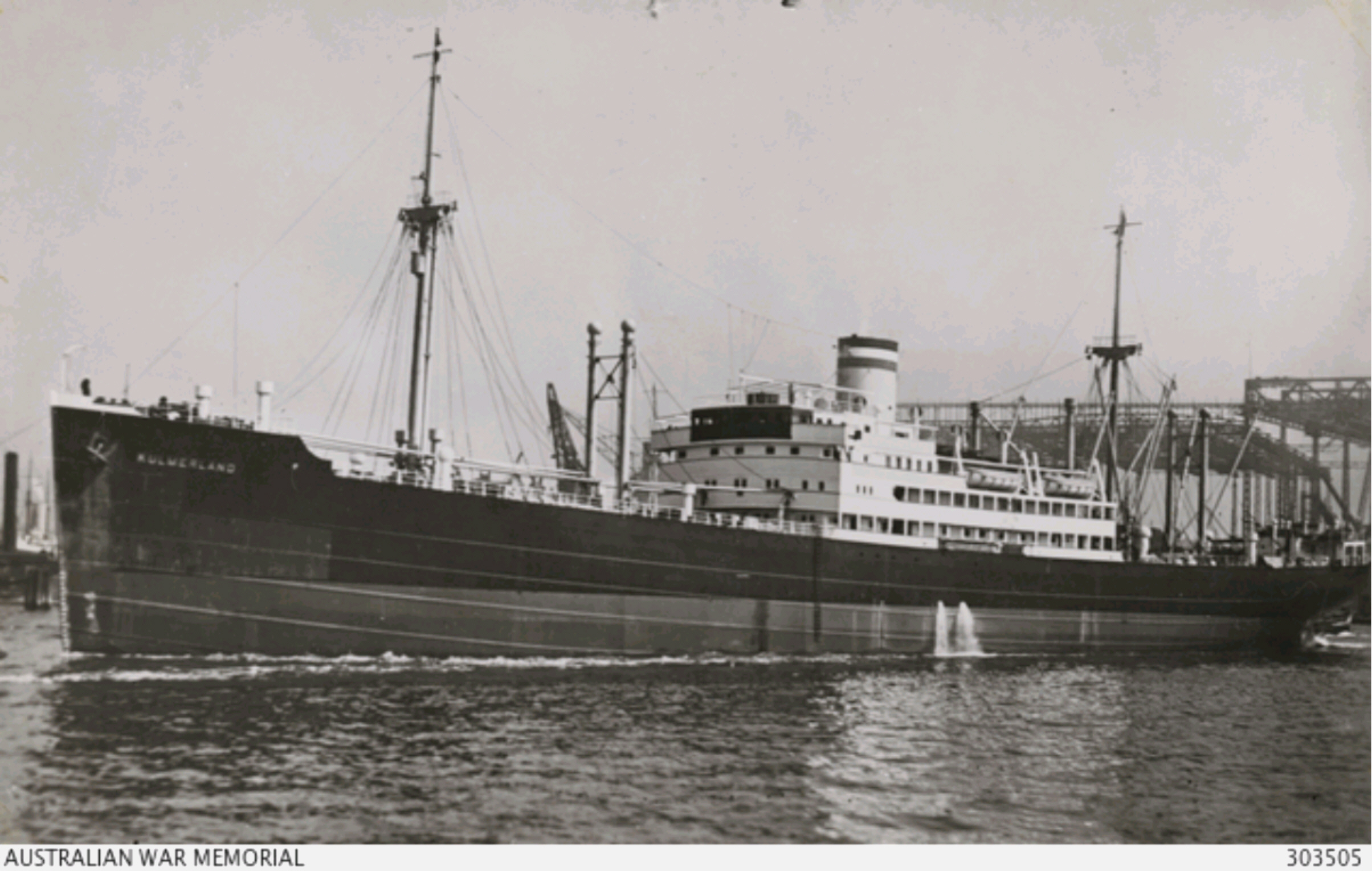
Kulmerland

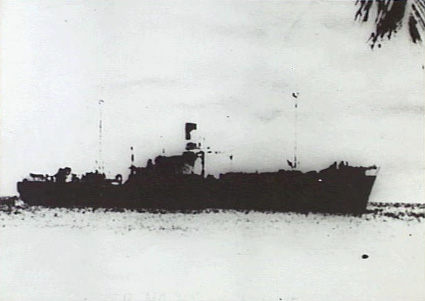
Komet

## Vorgeschichte
Der Verband bestand aus den Hilfskreuzern HSK 1 (Handelsstörkreuzer 1) Orion und HSK 7 Komet und den Versorgungsschiffen Kulmerland und Regensburg. Die vier Schiffe vereinigten sich am 18. Oktober 1940 an der Insel Lamotrek des Lamotrek-Atolls, welches etwa 1500 Kilometer nördlich der Insel Neuguinea liegt. Lamotrek ist eine Insel der Karolinen und gehörte zu der Zeit zum japanischen Mandatsgebiet im Pazifik, das bis 1919 (Versailler Vertrag) eine der deutschen Kolonien war. Die Komet und die Kulmerland ankerten schon seit dem 14. Oktober bei Lamotrek, die beiden anderen Schiffe kamen am 18. Oktober hinzu.
Von den beiden Kriegsschiffen war die Komet am 3. Juli 1940 aus Gotenhafen in der Ostsee ausgelaufen und durch die nordpolaren Gewässer um Sibirien in den Pazifik gelangt. Die Orion hatte am 30. März 1940 Kiel verlassen und war durch den Atlantik um das Kap Hoorn in den Pazifik eingefahren. Die Regensburg hatte Ende September 1940 Japan verlassen, die Kulmerland war Anfang Oktober aus Japan ausgelaufen.

## Einsatz
Die Aufgabe der Handelskreuzer, auch im Fernost-Verband, war die Kaperung oder Versenkung von gegnerischen Handelsschiffen. Über Funk wurden die Schiffe von der Seekriegsleitung in Berlin über die allgemeine Lage unterrichtet und bekamen Anweisungen.
Der Kommandant der Komet, Robert Eyssen, fungierte nun auch, als der dienstältere Kommandant der beiden Handelskreuzer, gleichzeitig als Chef des Fernost-Verbandes. Die Regensburg gab alles auf ihr noch vorhandene Süßwasser und den Treibstoff an die Komet und die Kulmerland ab und bekam Befehl, aus dem befreundeten neutralen Japan Nachschub für den Verband zu holen, unter anderem ein Aufklärungsflugzeug für die Komet, deren Bordflugzeug bei einem Startunfall am 2. Oktober verlorengegangen war. Die Komet ihrerseits gab Flugzeugersatzteile für das Aufklärungsflugzeug der Orion ab, das damit wieder Einsatzfähigkeit erlangte. Südlich von Australien sollte die Regensburg, die am 27. Oktober Yokohama erreichte, wieder auf die Handelskreuzer treffen und auch das neue Flugzeug für die Komet abliefern. Die Maschine, ein Arado Ar 196-Schwimmerflugzeug, wurde in Deutschland bestellt und sollte über die Transsibirische Eisenbahn nach Japan überführt werden.
Am 20. Oktober 1940 verließen die Schiffe Lamotrek. Eyssen gab im „Verbandsbefehl Nr. 1“ die Order, dass die Schiffe nebeneinander fahren sollten, aber auf größtmöglicher Entfernung voneinander, bei Tage, so dass sie gerade noch ihre Mastspitzen erkennen konnten, nachts auf äußerste Sichtweite. So sollten sie eine Aufklärungslinie bilden, um die größtmögliche Fläche auf der Suche nach gegnerischen Handelsschiffen absuchen zu können. Die Schiffe operierten aber auch zeitweise unabhängig voneinander. In den kommenden Wochen wurden sieben Frachtschiffe mit insgesamt 53.000 Bruttoregistertonnen vom Fernost-Verband versenkt.

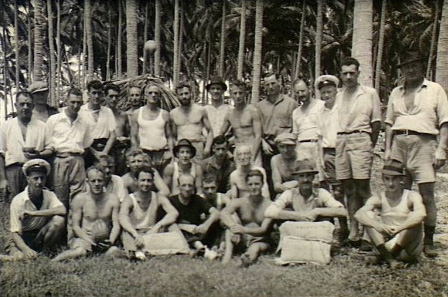
Die Gefangenen auf der Sturminsel

Der Verband hatte während seiner Kriegsfahrt am 7. Dezember 1940 die Insel Nauru in nur drei Seemeilen Entfernung passiert, um die neuerbauten Verladeanlagen für Phosphat zu erkunden. Die Insel liegt etwa 2000 Kilometer östlich von Neuguinea und verfügt über riesige Phosphatlager, entstanden in tausenden von Jahren aus Vogeldung, der ein hochwertvoller Dünger ist. Für die geplante Zerstörung der Verschiffungsanlagen und der Öltanks auf der Insel wurde ein Landungskorps von 185 Mann zusammengestellt, doch die Anlandung der Truppe musste auf Grund tagelang andauernder schlechter Wetterbedingungen unterbleiben.

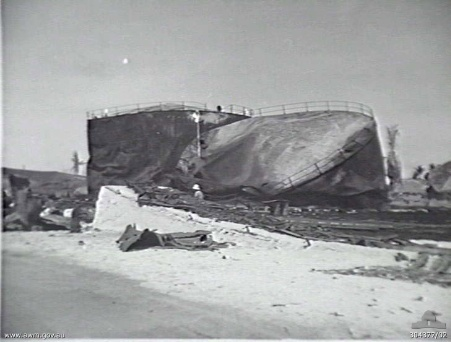
Zerstörte Öltanks auf Nauru

Am 21. Dezember 1940 ankerte der Verband an der ehemals deutschen Sturminsel, etwa 500 Kilometer östlich von Lamotrek, und setzte ein Landungskorps ab. Von den 675 gefangenen Besatzungsmitgliedern und Passagieren der versenkten Schiffe, darunter Frauen und Kinder, wurden 514 auf die Insel übergesetzt und freigelassen. Das gefangene gegnerische Militärpersonal verblieb als Kriegsgefangene an Bord der deutschen Schiffe.

## Auflösung
Am 21. Dezember 1940 löste Eyssen den Fernost-Verband auf. Die Kulmerland ging wieder nach Japan, die Orion blieb für die seit längerem geplante Maschinenüberholung mit eigenen Mitteln vorläufig in der Südsee. Die Komet ging zurück nach Nauru und zerschoss am 27. Dezember 1940 mit ihrer Artillerie alle hafentechnischen Anlagen der Insel.
Der aus Japan kommende deutsche Frachter Ermland übernahm von der Orion Anfang Januar 1941 am Lamotrek-Atoll 183 Gefangene, hauptsächlich Gefangene der Unternehmungen des Fernost-Verbandes, und lief mit ihnen am 9. Januar ins deutschbesetzte Bordeaux ab.
Das Ersatzflugzeug für die Komet, das über die Transsibirische Eisenbahn nach Japan und dann mit der Regensburg angeliefert werden sollte, konnte nicht geliefert werden, weil die Sowjetunion die Durchschleusung von Kriegsmaterial durch ihr Gebiet ablehnte.